# Aegidius Willem Timmerman
Aegidius Willem Timmerman (Amsterdam, 23 augustus 1858 - Blaricum, 10 april 1941) was een Nederlands classicus en letterkundige.
Timmerman studeerde klassieke letteren aan de Universiteit van Amsterdam en volgde colleges met Willem Kloos, Herman Gorter, Jacques Perk en Alphons Diepenbrock. In 1893 promoveerde hij. Van 1892 tot 1921 was Timmerman docent aan het Gymnasium Haganum in Den Haag, waar zijn lievelingsleerlingen hem 'Tim' mochten noemen.
In 1911 publiceerde Timmerman de sleutelroman Leo en Gerda, waarvoor de schilder Theo van Hoytema en zijn vrouw Tine de inspiratiebron vormden. Zijn literaire carrière kwam echter pas tot bloei na zijn pensionering. In 1931 verscheen een metrische vertaling van de Ilias, gevolgd door een metrische vertaling van de Odyssee in 1934. In 1938 verscheen de autobiografie Tims herinneringen, waarin vooral de Tachtigers een prominente rol spelen.

## Belangrijke werken
- 1893 - De Dionis et Timoleontis vitis capita quaedam (proefschrift)
- 1911 - Leo en Gerda (roman)
- 1931 - Ilias (metrische vertaling)
- 1934 - Odyssee (metrische vertaling)
- 1938 - Tims herinneringen (autobiografie)

## Secundaire literatuur
- Meyer, Josine W.L.: Herinneringen aan Tim. In: Oude vrienden en een veranderende wereld - Een keuze uit eigen werk. Amsterdam (Van Oorschot) 1990. Blz. 23-33. Eerder verschenen in Tirade, nr. 28, 1959.
- Idem: Aegidius Timmerman, een unieke figuur. In: Oude vrienden en een veranderende wereld - Een keuze uit eigen werk. Amsterdam (Van Oorschot) 1990. Blz. 34-43. Eerder verschenen in Tirade, nr. 288, 1983.
- Paardt, Rudi van der: Aegidius W. Timmerman. In: Klassieke profielen - Een collectie essays over classici-literatoren uit de moderne Nederlandse letterkunde met een bloemlezing uit hun werk. Alkmaar (De Doelenpers) 1988. Blz. 7-12.